# 廣州市培英中學
广州市培英中学（曾命名广州市第八中学），其校本部位于中国广州市荔湾区芳村白鹤洞，邻近广州市真光中学。广州市培英中学在白云区亦设有云城校区（曾亦有太和校区，现已停办，改为广州市第二外国语学校）。

## 历史

### 早期

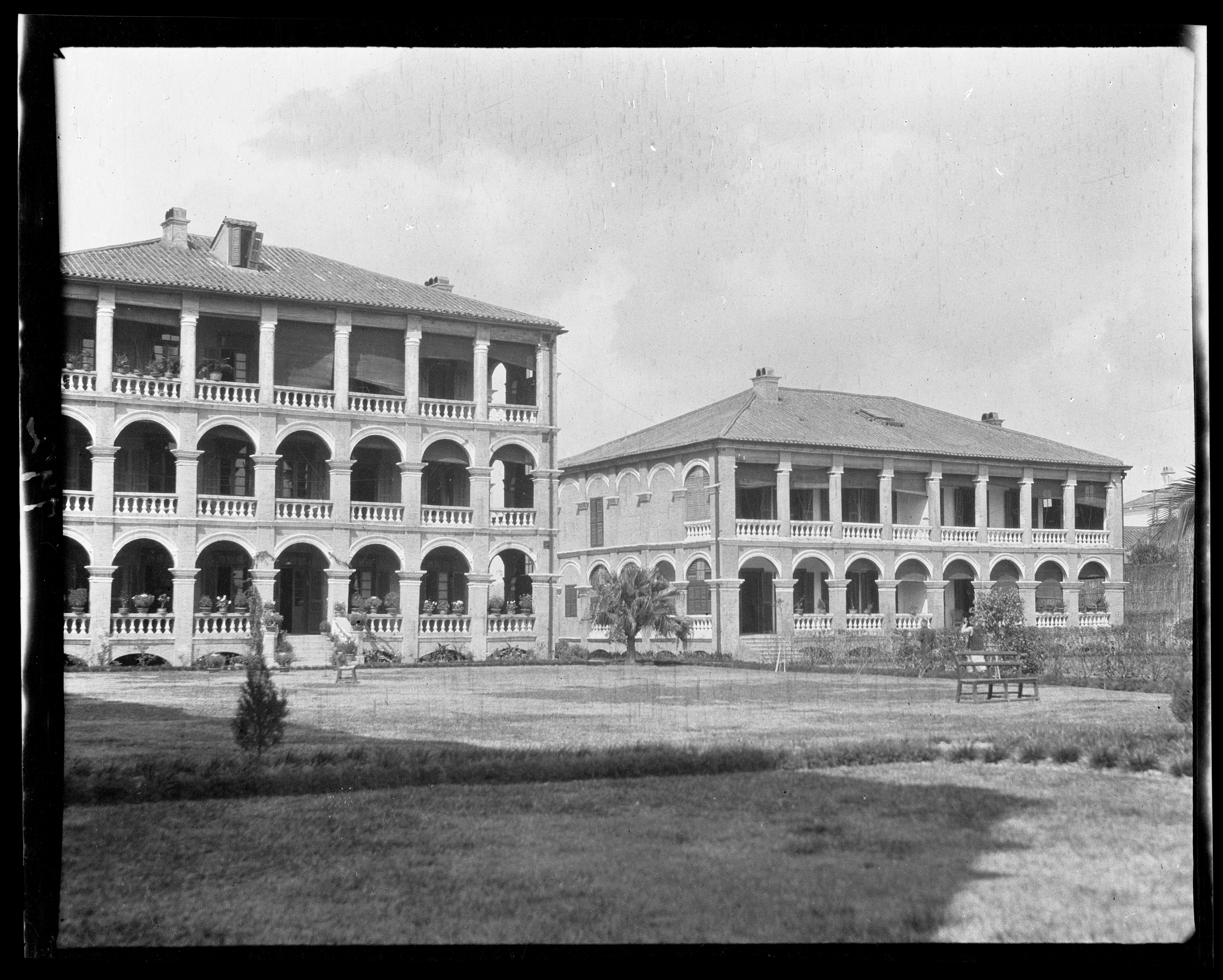
1917年至1919年間的培英書院校舍。

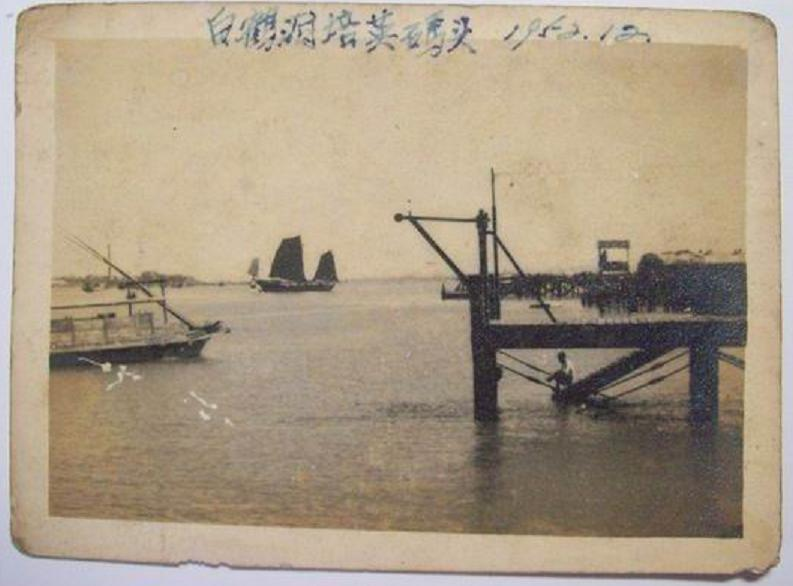
白鶴洞培英碼頭（1952年12月）

- 1879年，美国基督教美北长老会传教士那夏礼在广州城西沙基（现六二三路）同德大街开设蒙学，取名中和堂，後增设英文、数学、物理等课程。
- 1887年，美国基督教长老会尹士嘉牧师到校任职，與嶺南大學創辦人之一尹士嘉，一齊於白鶴洞（现芳村花地）購置佔地50畝的聽松園，[1]作為新校址（听松园是清朝爱国诗人张维屏晚年游憩之所，在上市路，现为广州建设机器厂厂址）。
- 1888年，学校改名培英书院，在听松园内兴建校舍，设中学部和科学部。
- 1914年，校祖那夏礼病故，由其子那威林接任。
- 1919年，美国基督教长老会和西差会联合办学，培英书院改为协和中学（Union Middle School），委任关恩佐主持校政。
- 1926年秋，西差会将学校移交给中华基督教会广东协会主办，由谭沃心、叶启芳、张兴孝三人组成校务委员会，由谭沃心任该会主席。
- 1927年，经广东省教育厅批准立案为私立培英中学，叶启芳为校长，是首任华人校长。另新设西关分校，以区茂泮为校务主任（分校只设主任，不设校长）。
- 1930年，在台山县城开设台山分校，以李圣华为校务主任。
- 1934年，因学生日渐增多，原有校舍不敷容纳，校董会出资购入白鹤洞山顶280多亩地兴建新校舍（即现时校址），翌年从花地迁校。1934年也接办西差会在新会县江门北街的启德小学（女校）、启智小学为私立广州培英中学北街分校，设小学部，由广州正校委派吴荣耀为校主任，两间学校由加拿大基督教长老会波多马牧师在1919年创立。
- 1935年，培英中學專門在沙面島和白鶴洞興建了兩個培英碼頭，以綠瓦亭為標誌。每逢週末，電船公司開設往返兩地的專線，專供培英學生使用。
- 1937年春，在香港般含道开设培英分校，以傅世仕为校务主任。秋，培英北街分校开办初中部，改名为培新中学。8月，因第二次中日战争影响，广州培英中学迁往香港与香港分校合并上课。
- 1938年，洪高煌任满，由刘继祖再掌校政。西关分校亦因战局影响，迁澳门上课。
- 1939年，日军占领江门，北街分校停办，成为日军军营和养马场。
- 1941年，香港沦陷，香港分校停办，正校迁往澳门复课，与西关分校合办。
- 1943年傅世仕被任为校长，学校自澳门迁往战时广东省府曲江（现韶关），初期借用韶关公园前青年会夜校课室上课，後曲江遭日军飞机轰炸，校舍被毁，获校友司徒新捐赠国币30万元，学校购入曲江东河坝南方被服厂厂址为校址，继续上课。抗战期间，为方便学生中之兄弟姐妹能相互照顾，学校兼收女生，此乃培英中学男女同校之始。
- 1944年6月，韶关疏散，学校迁往连县双喜山复课。
- 1945年8月，日本投降，11月培英中学迁回广州白鹤洞，其他分校也相继复校。
- 1946年，北街分校开设初中部，行政上仍由广州培英中学管理，但因当时新会县政府不同意办分校，就正式更名为培新中学（意为：私立广州培英中学新会分校）。

### 1949年後
中华人民共和国成立後，10月21日，中共控制下的中国人民解放军广州市军事管制委员会成立，军管会文教接管委员会派接管小组接管了市教育局（後成立广州市文教局），并陆续派员接管了各学校，包括培英中学和西关分校，後台山、北街等2间分校也被当地政府接管为公辦學校并被改名，从此各分校与正校不再存在从属关系。
西关分校1952年被改为“广州市荔湾中学”，1956年被改为“广州市第二十九中学”，1998年二十九中复名为西关培英中学；1952年9月台山分校改名为“台山县第二初级中学”，1985年复名为台山县培英中学；1953年2月新会江门新街分校被改名为“新会县江门第三中学”，小学部更名为“北街小学”，自此小学部独立成校，1986年复名为“培新中学”，1991年正名为江门市培英中学。 
- 1950年7月，香港培英分校自行决定与广州培英中学脱离，更名为香港私立培英中学。
- 1953年10月，私立广州培英中学被当局改成公办，更名广州市第八中学。
- 1956年，改为第一批全招高中生的学校，初中部拨给广州市第二十二中学，後又指定为专门接纳华侨、港澳同胞子弟回归就读的学校。
- 1963年恢复初中部。
- 1970年文化大革命期间，在花都炭步镇大涡村办农村分校，至1978年停办撤离。
- 1978年，被广东省教育厅批准为广州市郊区重点中学。
- 1984年，经政府批准，广州市第八中学复名为广州培英中学。
- 1994年：经廣東省教育廳批准，變為廣東第一批省一級學校。
- 1998年：经廣東省教育廳批准，成為廣東第一批現代教育技術學校。
- 2002年：收購廣州市第七十七中學，其成為广州培英中学的太和校區。
- 2008年10月：學校成為廣州市體育傳統項目優秀學校。
- 2015年1月23日，學校成功註冊培英鷹徽的圖文商標。

## 校歌
现行校歌为创校时所创，以粤语广州话唱诵，在1952年被取消。1984年广州培英校名恢复时变成了普通话版本。2009年培英创校130周年时，广州两校恢复以广州话唱诵。

## 建築遺跡
在培英书院花地校区旧址，即後广州建设机器厂，留存的校舍建築有些华伦士楼、办公楼、图书室、应答室（传达室）及部分围墙，而原听松园门额石刻在1946年遷移去白鹤洞校址。
建于1914年的些华伦士楼在2011年12月被公布为荔湾区登记保护文物单位。由于建筑标高比周边道路低，为避免内涝对建筑造成破坏，同时配合周边新建筑的整体设计，当局2025年对其向西北侧平移。
而主校區在2021年4月被評定為廣州市文物保護單位。

## 著名校友
- 杨维，2004年雅典奥运会羽毛球女子双打冠军

## 外部連結
- 广州市培英中学官方网站

1. 1 2  .   [2020-03-18]. （原始内容存档于2020-10-01）.
2. ↑  吴多. . 广州日报. 2025-02-23  [2025-02-23]. （原始内容存档于2025-02-23）.
3. ↑  广州市人民政府关于公布第九批广州市文物保护单位名单的通知[] 中国广州政府门户网站